# Tamara Arciuch
Tamara Arciuch, primo voto Szyc (ur. 24 marca 1975 w Skierniewicach) – polska aktorka teatralna, filmowa i telewizyjna.

## Życiorys
Absolwentka Liceum Ogólnokształcącego im. Bolesława Prusa w Skierniewicach. W 1998 ukończyła studia w Państwowej Wyższej Szkole Teatralnej w Krakowie.

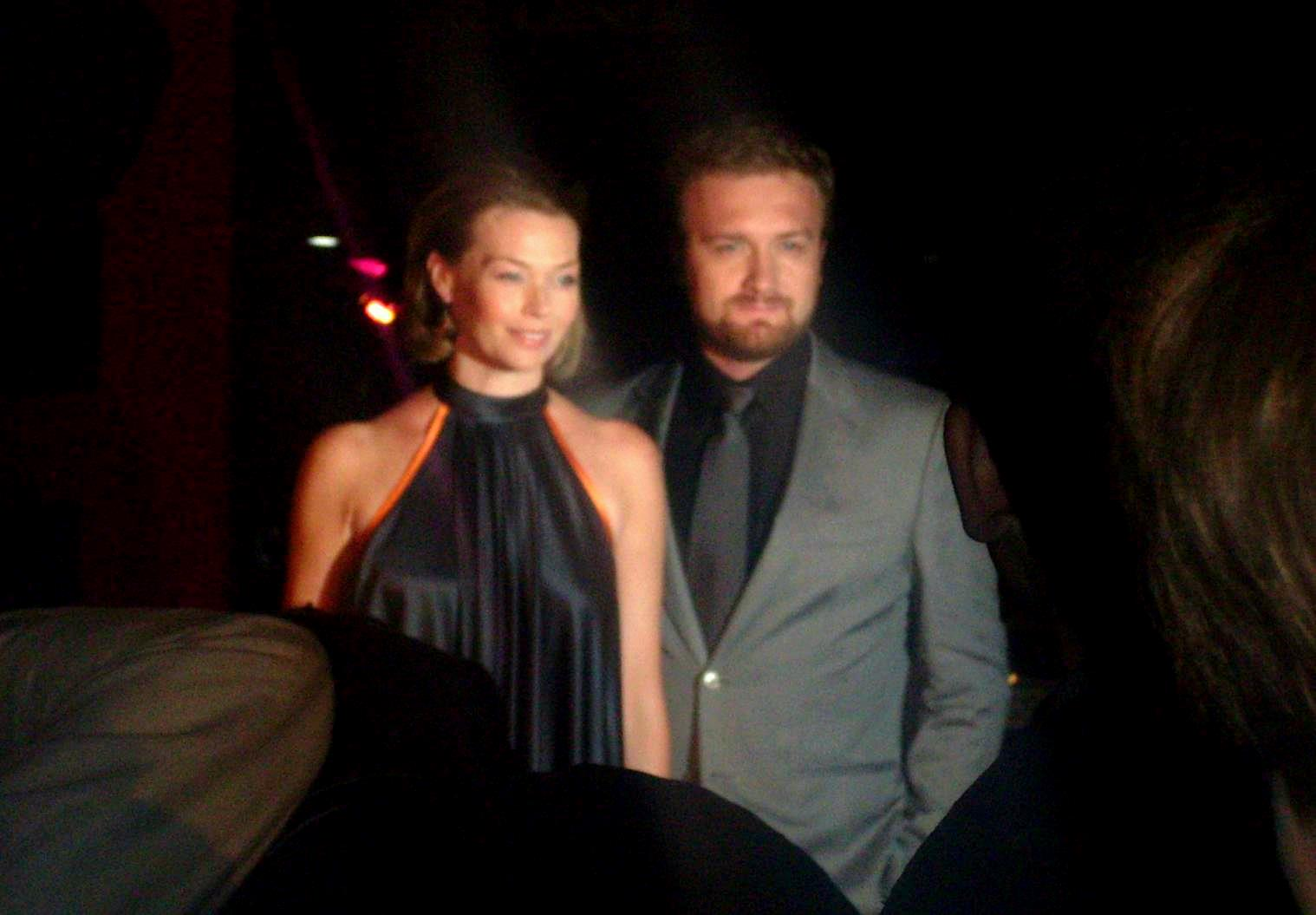
Arciuch z partnerem – Bartłomiejem Kasprzykowskim (2009)

Zadebiutowała na scenie 7 lutego 1997 rolą Heleny w spektaklu Aleksandra Fredry Pan Jowialski wystawianym w Teatrze Ludowym w Krakowie. W teatrze zatrudniona była w latach 1998–1999, a następnie bez etatu do 2001. W latach 2001–2008 była aktorką etatową na scenie Teatru Wybrzeże, w którym debiutowała 5 grudnia 1998 grą w przedstawieniu Biedermann i podpalacze w reżyserii Krzysztofa Babickiego i w którym zagrała w: Janie w farsie Nie teraz, kochanie (2000) w reżyserii Grzegorza Chrapkiewicza, Preparaty (2001) w reżyserii Ingmara Villqista i Lillian Holiday w Happy Endzie (2001) Brechta i Weilla. 6 czerwca 2002 zadebiutowała w roli Roxie Hart w musicalu Chicago na scenie Teatru Muzycznego w Gdyni.
Na dużym ekranie debiutowała w 1997 w filmie sensacyjnym Jarosława Żamojdy Młode wilki 1/2 jako Agata, koleżanka Ani. Zagrała postać Kaśki Wojnarówny, panny młodej w filmie Wojciecha Smarzowskiego Wesele (2004). Jej pierwszą ważną rolą serialową było granie Moniki Rozdrażewskiej w serialu Adam i Ewa. Rola spowodowała, że później kojarzono ją najczęściej z negatywną postacią – nerwową, czasem nieobliczalną kobietą. Ogólnopolską rozpoznawalność przyniosła jej rola Karoliny Łapińskiej w serialu TVN Niania (2005–2009). W 2008 grała „Piękną Nieznajomą” w serialu Halo Hans!. Od 2010 do 2018 wcielała się w Annę Gruszyńską, siostrę Hanki Mostowiak w serialu M jak miłość.
W 2007 w parze z Łukaszem Czarneckim została półfinalistką siódmej edycji programu rozrywkowego TVN Taniec z gwiazdami. W 2016 gościnnie wystąpiła w pierwszym odcinku piątej edycji programu Twoja twarz brzmi znajomo, a w 2021 uczestniczyła w czternastej edycji programu.

## Życie prywatne
Była zamężna z aktorem Bernardem Szycem, z którym ma syna, Krzysztofa Maksymiliana (ur. 1999). Pozostając żoną Szyca, związała się z aktorem Bartłomiejem Kasprzykowskim, którego poznała na planie serialu Halo Hans!. Mają dwoje dzieci, Michała i Nadię.
Pasjonuje się malarstwem.

## Spektakle teatralne

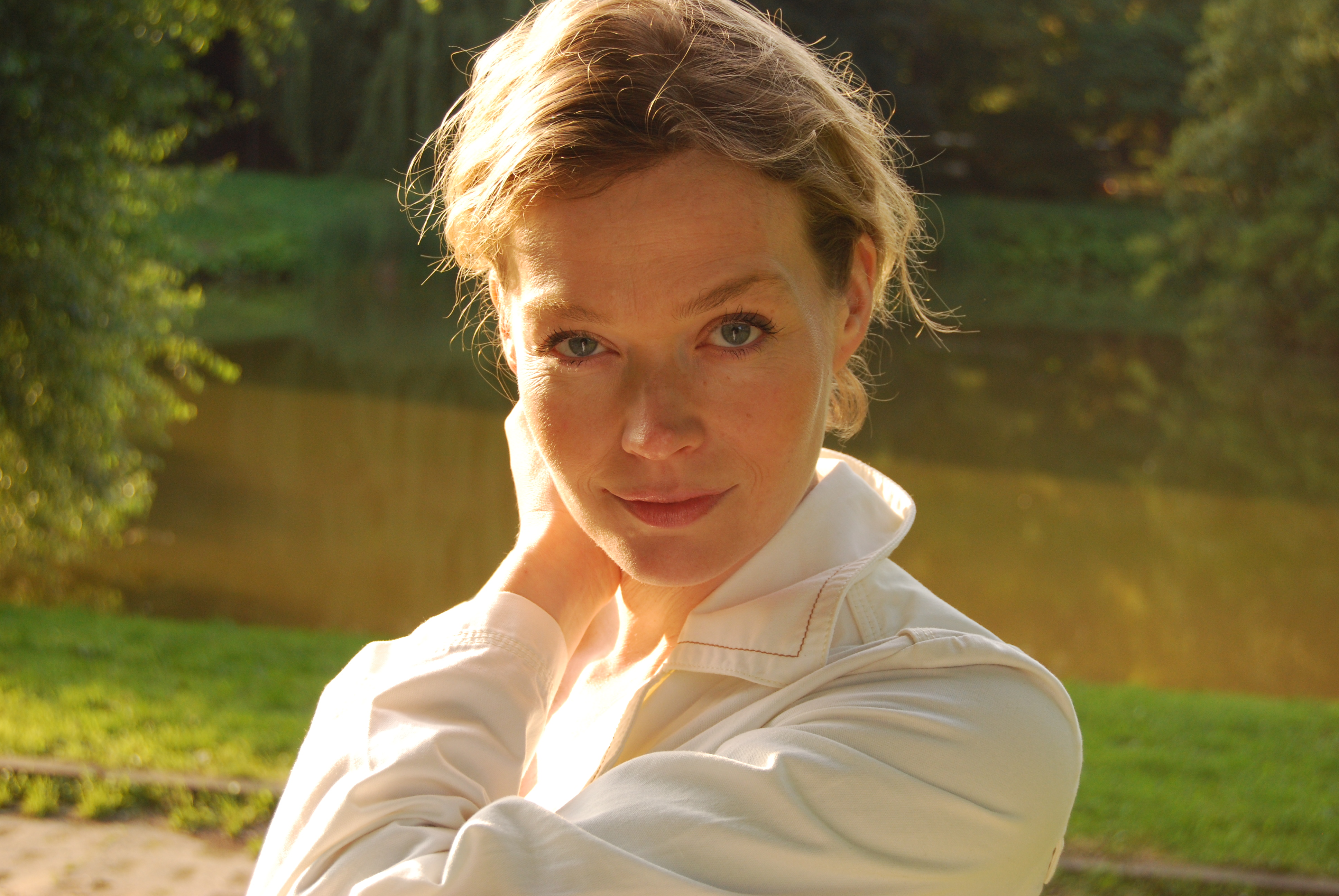
Tamara Arciuch (2009)

### Teatr Ludowy, Kraków-Nowa Huta
- 1997: Nocne tańce Wieczystego jako Paulinka (reż. Krzysztof Orzechowski)
- 1997: Pan Jowialski jako Helena (reż. K. Orzechowski)
- 1998: Wieczór kawalerski jako Judy (reż. Janusz Szydłowski)

### Teatr Wybrzeże, Gdańsk
- 1999: Biedermann i podpalacze jako Anna (reż. K. Babicki)
- 2000: Krótka przechadzka... jako Brysia (reż. zespołowa)
- 2000: Sługa dwóch panów jako Beatrice z Turynu (reż. Giovanni Pampiglione)
- 2000: Po deszczu jako Ruda (reż. Anna Augustynowicz)
- 2001: Nie teraz, kochanie jako Janie McMichael (reż. G. Chrapkiewicz)
- 2001: Preparaty (reż. Ingmar Villqist)
- 2002: Happy End jako Lillian Holiday (reż. Marjorie Hayes)
- 2003: Sen pluskwy (reż. Ondrej Spisak)
- 2003: Sprawa miasta Ellmit jako prokurator (reż. I. Villqist)
- 2004: Nasi (reż. Anna Trojanowska)
- 2004: Kobiety zza wschodniej granicy (reż. M. Ostrokólska, M. Koszałka)
- 2004: Helmucik (reż. I. Villqist)
- 2005: Kronika zapowiedzianej śmierci jako Divina Flor (reż. Wojtek Klemm)
- 2005: Koleżanki jako Paulina (reż. G. Chrapkiewicz)
- 2005: Wesele jako Maryna (reż. Rudolf Zioło)

### Inne teatry
Stowarzyszenie Teatralne „Łaźnia”, Kraków
- 1998: Ryszard III jako Elżbieta (reż. Maciej Fugas)

Teatr Muzyczny im. Baduszkowej, Gdynia
- 2002: Chicago (reż. Maciej Korwin, Jarosław Staniek)

Teatr Telewizji
- 1999: Chińska kokaina jako Modelka (reż. Krzysztof Zaleski)

## Filmografia

### Aktorka
- 2022: Komisarz Mama jako Bogusia Kamińska (odc. 35)
- 2021–2022: Tajemnica zawodowa jako Monika Litwin
- 2020: W rytmie serca jako Lidia Lewandowska, żona Romana, lekarz dentysta (odc. 67, 68)
- 2019: Przyjaciółki jako Daria
- 2019: Gwiazdeczka jako matka
- 2019: Illokucja jako Helena Czartoryska
- 2019: Żmijowisko jako matka Sabiny (odc. 2, 3, 6)
- 2016: Powiedz tak! jako Ewa Dobrowolska
- 2016: Druga szansa jako Kinga Kryńska, żona Marcina
- 2016: 7 rzeczy, których nie wiecie o facetach jako szefowa Filipa
- 2015: Zbrodnia jako Krystyna Walicka
- 2015: M jak miłość jako Anna Gołębiewska
- 2014: Jak szaleć to szaleć! jako Barbara
- 2011: Los numeros jako Marta Sarnowska
- 2011: Och, Karol 2 jako Agata
- 2011: Wojna żeńsko-męska jako sekretarka prezesa „Wyuzdanego Magazynu dla Pań”
- 2010: Lincz jako mecenas Łubieńska
- 2010–2018: M jak miłość jako Anna Gruszyńska
- od 2010: Ojciec Mateusz jako Justyna Malec
- 2010: Usta usta jako Beata Motyl (odc. 19, 23, 24)
- 2010: Operacja Reszka jako Jasnowłosa
- 2009: Mniejsze zło jako lekarka
- 2009: Naznaczony jako Marta Smoczyńska, żona Andrzeja, siostra Jacka (odc. 5)
- 2009: Złoty środek jako Wiktoria Kwiatkowska
- 2008: I kto tu rządzi? jako pielęgniarka (odc. 46)
- 2008: Nie kłam, kochanie jako Marta
- 2008–2009: Teraz albo nigdy! jako Iwona Łaniewska
- 2008: Trzeci oficer jako nadkomisarz Stella Lewandowska-Rybak
- 2007: Halo Hans! jako „Piękna Nieznajoma”
- 2007: Kryminalni jako Wanda Umańska (odc. 86)
- 2006: Oficerowie jako nadkomisarz Stella Lewandowska-Rybak
- 2005–2009: Niania jako Karolina Łapińska
- 2005: Egzamin z życia jako prostytutka (odc. 13–15)
- 2004–2005: Pierwsza miłość jako Iwona, pracownica urzędu pracy (od odc. 6)
- 2004: Camera Café jako żona prezesa
- 2004: Kryminalni jako aktorka, była dziewczyna Nadolskiego (odc. 5)
- 2004–2005: Oficer jako nadkomisarz Stella Lewandowska
- 2004: Długi weekend jako matka Felusia
- 2004: Wesele jako Kaśka Wojnarówna, panna młoda
- 2003: Kasia i Tomek jako dentystka (głos) (odc. 13)
- 2003: Lokatorzy jako Diana (odc. 154)
- 2003: Na dobre i na złe jako Viola, córka Lejmana (odc. 158)
- 2003: Psie serce jako Renata, była dziewczyna Jacka
- 2002: Lokatorzy jako Anna Moc-Cieszkowska (odc. 125)
- 2000–2001: Adam i Ewa jako Monika Rozdrażewska
- 2000: Anna Karenina jako księżniczka Sorokina
- 2000: Piotrek zgubił dziadka oko, a Jasiek chce dożyć spokojnej starości jako Danka Dryblas (odc. 1, 2, 5)
- 2000: Sukces jako Anetka Grudzińska, partnerka Dzidka Miśkiewicza
- 1999: Tygrysy Europy jako Anna, siostra Jacka
- 1997: Młode wilki 1/2 jako Agata, koleżanka Ani

### Polski dubbing
- 2021: Hawkeye – Eleanor Bishop
- 2018: Aquaman – Atlanna
- 2010: Toy Story 3 – Barbie[9]
- 2010: Dzwoneczek i uczynne wróżki
- 2009: Dzwoneczek i zaginiony skarb
- 2008: Fallout 3 – Moira Brown
- 2008: Dzwoneczek – Różyczka
- 2007: Złoty kompas – Marisa Coulter

## Nagrody
- 1998: XVI Festiwal Sztuk Teatralnych w Łodzi: wyróżnienie za rolę w spektaklu dyplomowym PWST w Krakowie (Samobójca Nikołaja Erdmana)
- 2006: wyróżnienie w Opolu za rolę Maryny w Weselu Stanisława Wyspiańskiego w Teatrze Wybrzeże w Gdańsku.